# Дауни, Гленвилл
Гленвилл Дауни (англ. Glanville Downey; 1908—1991) — крупный американский учёный середины XX века в области позднеантичной истории и, в особенности, ранневизантийского Востока.

## Биография и научная деятельность
В течение многих лет он являлся профессором истории и классической филологии в Университете Индианы (США, Блумингтон), работал в Принстоне, а в 40-х гг. принимал активное участие в археологических исследованиях в Стамбуле (раскопки храма св. Апостолов). Г. Дауни обладал обширными знаниями процессов и событий, протекавших на территории Римской империи и Ближнего Востока. Его плодотворная работа нашла отражение в многочисленных научных трудах.
Г. Дауни внёс наиболее весомый вклад в исследование ранневизантийских городов — Антиохии на Оронте и Газы Палестинской. Следует отметить, что проблемы истории отдельных городов Ранней Византии являются одними из наиболее важных в современной византологии. Помимо археологических исследований речь здесь идет о хозяйственной деятельности жителей, о социальных стратах и взаимоотношениях между ними, о муниципальном самоуправлении, об этноконфессиональных взаимоотношениях. Одним из наиболее ярких городов в таком отношении является Газа Палестинская.
Дауни в своей монографии «Gaza in the early Sixth century» пытается составить классификацию основных форм экономической жизни ранневизантийского города на примере морского порта Газы. Интерес данной работы состоит в том, что автор показывает сосуществование двух миров в Газе: один, борющийся за существование (местное семитоязычное население, низший слой бедняков), другой — пребывающий среди празднеств, образования и досуга (грекоязычные высокопоставленные чиновники и ученые); мир людей, которые жили в трущобах, в противовес миру хорошо обеспеченных людей, собравшихся в элегантных триклиниях, чьи мозаичные полы иллюстрировали знаменитые эпизоды из греческой мифологии.
Подобная ситуация встречается и в Антиохии. Только на этот раз речь пойдёт о языческих и христианских ценностях. Интерес к Антиохии у Дауни возрос в результате открытия мозаичных картин религиозного и философского содержания при раскопках. Одно из таких творений изображает заключённую в медальон Мегалопсихию — «Великодушие». Г. Дауни посвятил этому обширную статью «The Pagan Virtue of Megalopsychia in Byzantine Syria», где в качестве проблемы обозначено изменение моральных и политических ценностей при принятии христианства. Автор на основе мозаик и живописи показывает, как Церковь нашла компромиссное решение в существовании христианских (Вера, Надежда, Добродетель) ценностей и классической традиции. Профессор Дауни — автор работы «Ancient Antioch», для написания которой привлекались топографические данные. Более полная история Антиохии от её истоков до арабских завоеваний содержится в книге «A history of Antioch in Syria: from Seleucus to the Arab conquest». Здесь Дауни показывает Антиохию как главный город на Ближнем Востоке, который являлся колыбелью язычников и христиан. Также Глэнвилл Дауни стремится показать и отдельно взятый промежуток времени в жизни города. Третья книга об Антиохии — «Antioch in the age of Theodosius the Great» — позволяет проследить период расцвета города во время правления Феодосия и связать «старый мир Либания с новым миром св. Иоанна Златоуста». В качестве дополнения к исследованиям по истории и топографии Антиохии Г. Дауни с М. Спинка перевели Хронику Иоанна Малалы (книги 8-18) по просьбе отдела искусств и археологии Принстонского университета, а также перевод трактата Прокопия «О постройках».
Также Г. Дауни занимался общим исследованием истории поздней Римской империи: как две половины одной империи пошли в двух совершенно разных направлениях. Об этом свидетельствуют его работы «Constantinople in the age of Justinian» и «The late Roman Empire». Если в «Constantinople in the age of Justinian» Дауни анализирует политическую культуру эпохи, внешнюю политику Юстиниана, занимается описанием столичного города и самого императора, то в «The late Roman Empire» он исследует переход от язычества к христианству, который является одним из самых знаменательных событий в истории. Глэнвилл Дауни показывает, как военный хаос III века привел к реформам Диоклетиана, и как впоследствии христианство одержало победу над существующим социальным порядком, а также причины, по которым латинский Запад выделился в особую цивилизацию.
Помимо вышеуказанных, среди крупных работ Дауни необходимо назвать монографии о Велизарии и Аристотеле и перевод трактата Прокопия Кесарийского «О постройках», а также многочисленные статьи.
Таким образом, вклад Г. Дауни в изучение поздней античности и византинистику весьма весом.

## Избранная библиография
- G. Downey. Ancient Antioch. — Princeton: Princeton University, 1963.
- G. Downey. Antioch in the age of Theodosius the Great. — Norman: University of Oklahoma Press, 1962.
- G. Downey. «Byzantium» was an unbroken continuation of the Roman Empire.
- G. Downey. A history of Antioch in Syria: from Seleucus to the Arab conquest. — Princeton: Princeton University Press, 1961.
- G. Downey. Chronicle of John Malalas, books VIII—XVIII. — University of Chicago Press, 1940.
- G. Downey. Constantinople in the age of Justinian. — New edition. — Norman: University of Oklahoma Press, 1981.
- G. Downey. Gaza in the early sixth century. — Norman: University of Oklahoma Press, 1963.
- G. Downey. The late Roman Empire. — New York: Krieger Pub Co., 1969.
- Procopius, Buildings of Justinian / edited by Glanville Downey with Henry B. Dewing. — Cambridge, 1940. — (Loeb Classical Library).
- G. Downey. Chronicle of John Malalas. Books 8-18 / translated from the Church Slavonic Glanville Downey with Matthew Spinka). — Chicago, 1940.
- G. Downey. Belisarius, Young General of Byzantium. — New York: E.P. Dutton, 1960.
- G. Downey. Aristotle, Dean of Early Science. — New York: Franklin Watts, 1962.
- Constantine the Rhodian: His Life and Writings. — Princeton University Press, 1955. — 12 p.
- Stories from Herodotus; a panorama of events and peoples of the ancient world. — E. P. Dutton & Compant, 1965. — 153 p.

Статьи:
- G. Downey. The Persian Campaign in Syria in A. D. 540 // Speculum. — Boston; Cambridge: Harvard University Press, 1953.
- Byzantine architects. Their training and methods // Byzantion. — Vol. 18. — 1948. — P. 99—118.
- Constantine’s Churches at Antioch, Tyr and Jerusalem (Notes on architectural terms) // Mélanges de l’Université Saint-Joseph. — Vol. 38. — 1962. — P. 189—196.
- Earthquakes at Constantinople and Vicinity, A.D. 342—1454 // Speculum. — Vol. 30. — 1955. — P. 596—600.
- Education in the Christian Roman Empire: Christian and Pagan Theories under Constantine and his Successors // Speculum. — Vol. 32. — 1957. — P. 48—61.
- From the Pagan City to the Christian City // The Greek orthodox theological review. — Vol. 10, 1. — 1964. — P. 121—139.
- Imperial Building Records in Malalas // Byzantinische Zeitschrift. — Vol. 38. — 1938. — P. 1—15, 299—311.
- John of Gaza and the Mosaic of Ge and Karpoi // Antioch-on-the-Orontes, II: The Excavations, 1933—1936 / Edited by Stillwell, Richard. — Princeton, 1938. — P. 205—212.
- Julian and Justinian and the Unity of Faith and Culture // Church History. — Vol. XXVIII. — 1959. — P. 339—349.
- Justinian as a builder // The Art bulletin. — Vol. 32, 4. — 1950. — P. 262—266.
- Justinian’s View of Christianity and the Greek Classics // Anglican Theological Review. Vol. XL. 1958. — P. 13—22.
- Notes on the topography of Constantinople // The Art bulletin. — Vol. 34, 3. — 1952. — P. 235—236.
- Paganism and Christianity in Procopius // Church History. — Vol. 18. — 1949. — P. 89—102.
- Philanthropia in Religion and Statecraft in the Fourth Century after Christ // Historia. Zeitschrift für Alte Geschichte. — Vol. 4. — 1955. — P. 199—208.
- Polis and civitas in Libanius and St Augustine: A contract between East and West in the Late Roman Empire // Bulletin de la Classe des Lettres et des Sciences Morales et Politiques (Belgique). — Ser. 5, vol. 52. — 1966. — P. 351—366.
- Procopius «De aedificiis» I.4.3 // Classical philology. — Vol. 43. — 1948. — P. 44—45.
- Procopius on Antioch: a study of method in the «De Aedificiis» // Byzantion. — Vol. 14. — 1939. — P. 361—378.
- Seleucid Chronology in Malalas // American Journal of Archaeology. — 1938. — Vol. 42. — P. 106—120.
- The builder of the original Church of the Apostles at Constantinople; a contribution to the criticism of the Vita Constantini attributed to Eusebius // DOP. — Vol. 6. — 1951. — P. 51—80.
- The calendar change at Antioch in the fifth century // Transactions and proceedings of the American Philological Association. — Vol. 69, 2. — 1938. — P. XXXIV.
- The Calendar-Reform at Antioch in the Fifth Century // Byzantion. — Vol. 15. — 1941. — P. 39—48.
- The Christian Schools of Palestine: A Chapter in Literary History // Harvard Library Bulletin. 12. 1958. — P. 297—319.
- The Church of All Saints (Church of St. Theophano) near the Church of the Holy Apostles at Constantinople // Dumbarton Oaks papers. — Vol. 9/10. — 1956. — P. 301—305.
- The Composition of Procopius' De Aedificiis // Transactions and proceedings of the American Philological Association. — Vol. 78. — 1947. — P. 171—183.
- The dating of the Syrian liturgical silver treasure in the Cleveland Museum // The Art bulletin. — Vol. 35, 2. — 1953. — P. 143—145.
- The name of the Church of St. Sophia in Constantinople // The Harvard theological review. — Vol. 52. — 1959. — P. 37—41.
- The Persian Campaign in Syria in A.D. 540 // Speculum. — Boston-Cambridge, 1953. — Vol. 28. — P. 340—348.
- The perspective of early church historians // Greek, Roman and Byzantine studies. — Vol. 6. — 1965. — P. 57—70.
- The work of Antoninus Pius at Antioch // Classical philology. — Vol. 34. — 1939. — P. 369—372.
- Themistius and the Defense of Hellenism in the Fourth Century // The Harvard theological review. — Vol. 50. — 1957. — P. 259—274.